# Suica

Schema che mostra l'utilizzo della carta per l'accesso ai tornelli di stazione

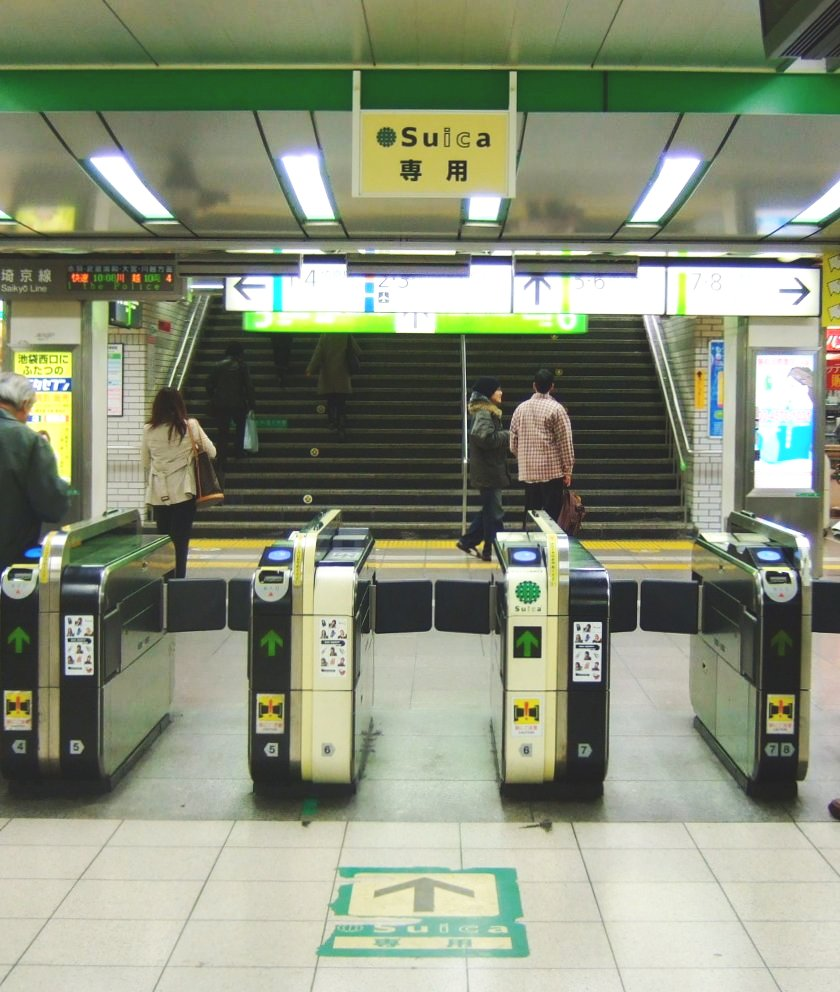
I tornelli di accesso nelle stazioni giapponesi spesso sono riservati all'utilizzo con la carta Suica

Suica (スイカ?, Suika) è una smart card giapponese ricaricabile per il trasporto pubblico della regione del Kantō, l'area di Sendai e di Niigata lanciata nel 2001 dalla JR East. A partire dal 2008, la scheda è utilizzabile anche sulla rete JR West che supporta la scheda ICOCA nel Kansai e nel Sanyō, sulla rete JR Central in luogo della scheda TOICA e dal 2010 anche sulla rete JR Kyushu al posto della SUGOCA, della nimoca (Ferrovie Nishi-Nippon) e della Hayakaken della metropolitana di Fukuoka. Recentemente la carta viene sempre più accettata sia per il trasporto pubblico che come forma di moneta elettronica per il pagamento in diversi negozi, distributori di bevande e chioschi all'interno delle stazioni. A marzo 2011 sono in circolazine oltre 35 milioni di carte Suica. Essendo la scheda Suica intercambiabile con la PASMO, virtualmente è accettata su qualsiasi mezzo di trasporto della regione del Kantō (ad eccezione di alcune linee locali di bus e degli Shinkansen).

## Etimologia
Suica sta per "Super Urban Intelligent Card", e la pronuncia ricorda immediatamente la parola giapponese "suika", che significa "cocomero". Nel logo "IC", che sta per "integrated circuit è evidenziato all'interno di un cerchio, e viene spesso utilizzato in giapponese per definire questi tipi di schede ricaricabili per il trasporto pubblico. Un altro significato suggerito dal nome è l'espressione idiomatica "sui sui", che in giapponese significa "spostarsi rapidamente", a sottolineare la facilità di utilizzo della scheda rispetto ai tradizionali biglietti cartacei. La mascotte della carta è un pinguino, che si muove agevolmente nell'acqua.

## Tecnologia
La scheda incorpora un sistema RFID (identificazione a radio frequenza senza fili) sviluppata dalla Sony e chiamata FeliCa. La stessa tecnologia è utilizzata anche sulla carta Edy, in Giappone, la carta Octopus a Hong Kong e la EZ-Link di Singapore.

## Utilizzo
L'uso principale della Suica è quello relativo ai mezzi di trasporto, essendo una carta ricaricabile. Ad eccezione delle prime schede, tutte le carte possiedono un particolare logo che indica che possono essere utilizzate anche come moneta elettronica oltre che per pagare il trasporto pubblico. Le vecchie carte senza logo possono essere sostituite senza alcun costo aggiuntivo.
La maggior parte dei distributori automatici e degli armadietti di sicurezza nelle stazioni JR possono accettare anche pagamenti tramite la carta Suica, inoltre è possibile utilizzarla anche per acquistare prodotti in convenience store come FamilyMart, am/pm, 7-Eleven, Ministop, Circle K Sunkus e negozi come Yodobashi Camera e Bic Camera, sebbene molti di essi solo nella regione del Kantō. Alcuni negozi all'Aeroporto di Narita e alcuni taxi accettano anche la carta per i pagamenti.
La scheda può essere utilizzata anche per lo shopping online, ma questo richiede che il computer utilizzato disponga di sensore FeliCa con sistema operativo Windows.
Dal 2004 gli impiegati della JR East utilizzano la scheda Suica come tesserino aziendale.

## Tipi di Suica
Le carte Suica sono vendute da tre operatori diversi:
- Suica standard: venduta dalla JR East

Carta standard e anonima ricaricabile
- MySuica: venduta dalla JR East

Al momento della creazione permette di inserire i propri dati per ritrovarla facilmente in caso di smarrimento o per ottenerne una nuova senza perdere il credito residuo
- View Suica: venduta dalla JR East

Integra una funzione di carta di credito con funzione di autoricarica
- Rinkai Suica: venduta dalla Tokyo Waterfront Area Rapid Transit (linea Rinkai)
- Monorail Suica: venduta dalla monorotaia di Tokyo

## Acquisto
Le schede sono acquistabili presso appositi distributori all'interno delle stazioni ferroviarie. Una scheda nuova costa 2000 yen e include 500 yen di deposito, che verrà reso qualora la scheda sarà restituita. I rimanenti 1500 yen sono immediatamente disponibili per l'utilizzo, e possono essere ricaricati altri soldi (con incrementi di 1000, 2000, 3000, 4000, 5000 e 10.000 yen) fino a un massimo di 20.000 yen.